# Provincia Eastern, Sierra Leone
Provincia Eastern este una dintre cele 4 unități administrativ-teritoriale de gradul I ale statului Sierra Leone. Relieful provinciei este accidentat, ca și unități principale putem menționa Dealurile Gola și Munții Loma.
Provincia are 3 districte (subdiviziuni de gradul II):
- Kailahun, reședința Kailahun
- Kenema, reședința Kenema
- Kono, reședința  Koidu